# Stolpersteine im Bezirk Braunau am Inn
Die Liste der Stolpersteine im Bezirk Braunau am Inn enthält jene Stolpersteine, die vom Kölner Künstler Gunter Demnig von 1996 bis 2015 verlegt wurden. Insgesamt wurden von ihm in verschiedenen Ländern etwa 50.000 Stolpersteine im Gedenken an Opfer des Nationalsozialismus verlegt.

## Verlegung der Stolpersteine
Die lokale Kunstinitiative KNIE hatte Demnig bereits 1997 nach Oberndorf bei Salzburg eingeladen um hier einen ersten Stolperstein in Österreich zu verlegen, doch der Bürgermeister genehmigte das Anliegen nicht. Nachdem die in Sankt Georgen bei Salzburg für die Zeugen Jehovas Johann und Matthias Nobis verlegten Stolpersteine unabsichtlich zerstört worden waren, hatte der aus dieser Gegend stammende Innsbrucker Politikwissenschaftler Andreas Maislinger Gunter Demnig eingeladen die Steine zu erneuern und im angrenzenden Bezirk Braunau am Inn weitere Stolpersteine zu verlegen.
Am 11. und 12. August 2006 verlegte er in acht Gemeinden des Bezirkes Braunau am Inn elf Stolpersteine. Die Steine liegen im Boden vor den ehemaligen Wohnhäusern von Opfern des Nationalsozialismus.

### Braunau am Inn
Drei Stolpersteine erinnern an die Zeugin Jehovas Anna Sax und zwei weitere an die Kommunisten und Sozialisten Franz Amberger, Adolf Wenger, alle aus Braunau am Inn. Ein vierter Stein wurde zur Erinnerung an den in der Gestapo-Haft ermordeten Michael Nimmerfahl verlegt.

### Moosdorf
Die beiden Stolpersteine in Hackenbuch/Moosdorf wurden zur Erinnerung an die Sozialisten und Kommunisten Johann Lenz und Josef Weber verlegt.

### St. Radegund
Der Gedenkstein in St. Radegund wurde zur Erinnerung an den im Zuchthaus Brandenburg ermordeten Wehrdienstverweigerer Franz Jägerstätter verlegt.

### St. Pantaleon
In der Gemeinde St. Pantaleon wurden 2011 8 Stolpersteine unmittelbar vor dem Lagergelände des Arbeitserziehungs- und Zigeuneranhaltelagers St. Pantaleon-Weyer verlegt. Zwei erläutern kurz allgemein, was hier passierte, sechs sind, stellvertretend für Hunderte Opfer, kleinen Kindern gewidmet, die in Weyer starben oder geboren wurden und später im besetzten Polen gewaltsam zu Tode kamen.

### Maria Schmolln
Zur Erinnerung an Pater Ludwig Seraphim Binder wurde ein solcher in Maria Schmolln installiert.

### Hochburg-Ach
Im Gedenken an den Sinti Johann Kerndlbacher wurde ein Stolperstein in Hochburg-Ach verlegt.

### Sankt Veit im Innkreis
Zum Gedenken an das Opfer der NS-Militärjustiz Franz Braumann wurde ein solcher in Sankt Veit im Innkreis installiert.

### Altheim
Für den durch NS-Militärjustiz ermordeten Engelbert Wenger wurde ein Stolperstein in Altheim verlegt.
Alle Stolpersteine wurden im Beisein von Lokalpolitikern, Medien und der örtlichen Bevölkerung verlegt.